# 平行演算法
在計算機科學中，平行演算法（英語：Parallel algorithm），或並行演算法（英語：concurrent algorithm），是一種演算法，將計算程序分解成許多更小的步驟，並將這些步驟交由不同的運算裝置，同時進行運算，之後將運算結果合併，求出解答。與傳統的循序演算法不同，因為它可以改善多核心處理器架構下的運算速度，而日漸受到重視。